# Diretório de usuário
O diretório de usuário é um diretório específico alocado pelo sistema operativo, onde um usuário aloja de forma independente os seus arquivos pessoais. Na atualidade o diretório ou pasta de usuário tem em seu interior vários diretório entre as que podemos encontrar: "documentos", "música", "vídeos" e transferências".
Dependendo do sistema operativo, a organização do diretório de usuário pode variar. Por exemplo, em Windows 95/98 a pasta "Meus documentos" era a pasta de usuário e continha todos os arquivos sem distinção. Em versões recentes de Microsoft Windows, Mac VOS X e Linux, o diretório "Meus documentos" é um sub-diretório do diretório de usuário, que só contêm arquivos de suites de escritório como Microsoft Office ou LibreOffice.
O sistema operativo só permite que o usuário e o administrador acedam ou modifiquem os conteúdos do diretório de usuário.

## Descrição
Nos sistemas Unix, este diretório alberga arquivos de configuração, (geralmente ocultos, por exemplo começando com ponto final), documentos, programas instalados localmente, etc. O diretório de início define-se como parte dos dados das contas de usuário (no arquivo /etc/passwd). Na maioria dos sistemas, incluindo a maioria das diversas variantes e distribuições de Linux bem como BSD (OpenBSD), o diretório de início para a cada usuário leva o formato /home/usuário (onde usuário é o nome da conta de usuário). O diretório de início do superusuário (geralmente nomeado Root) encontra-se localizado normalmente no diretório raiz, mas em sistemas mais novos encontra-se localizado em /root (Linux, BSD), ou /var/root (Mac VOS X).

## Chame
O símbolo chame (~)produz-se pulsando Alt Gr +4